# Mazdakism
Mazdakismul reprezintă o mișcare religioasă apărută în Persia către sfârșitul secolului al V-lea. A fost întemeiată de către Mazdak. Doctrina sa pornea de la același dualism al luptei dintre bine si rău, însă era formulată în termenii unui program de reforme sociale și economice. Învățătura lui Mazdak preconiza stabilirea unei păci eterne și universale, posibilă numai prin desființarea inegalității sociale care reprezenta în acea perioadă principala cauză a războaielor și a urii. Programul său care exprima ideologia țăranilor legați de pământ și a sclavilor, s-a transformat în anul 529 într-o adevărată mișcare revoluționară (cu ocuparea pământurilor, răpirea femeilor și cu jefuirea caselor bogaților). Mișcarea a fost reprimată sângeros: adepții lui Mazdak au fost masacrați, bunurile lor confiscate iar cărțile lor religioase arse.